# پل فلاورز (بازیکن فوتبال)
پل فلاورز (انگلیسی: Paul Flowers؛ زادهٔ ۷ سپتامبر ۱۹۷۴) بازیکن فوتبال اهل بریتانیا است.
از باشگاه‌هایی که در آن بازی کرده‌است می‌توان به باشگاه فوتبال گرایس اتلتیک و باشگاه فوتبال کولچستر یونایتد اشاره کرد.